# Bence Bánhidi
Bence Bánhidi (Győr, 9 febbraio 1995) è un pallamanista ungherese, pivot del SC Pick Szeged e della nazionale ungherese.